# Bombowiec strategiczny

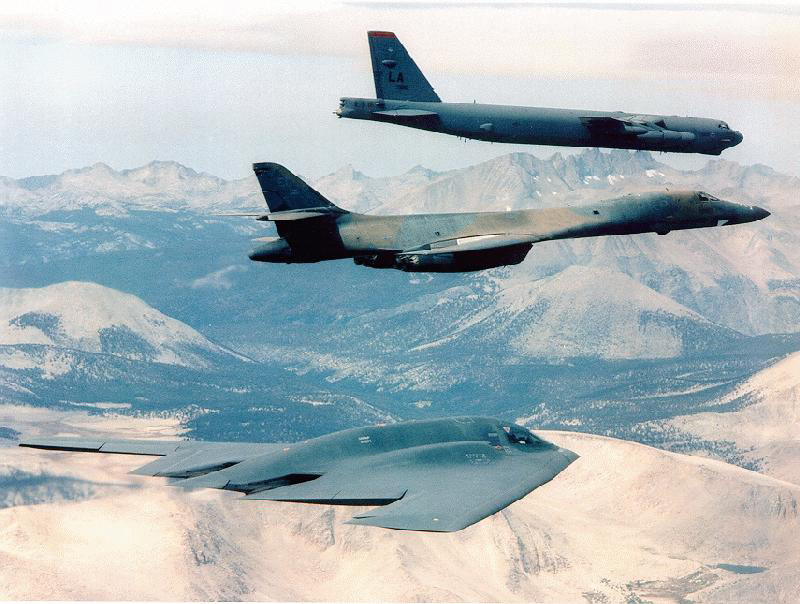
Bombowce strategiczne: B-52, B-1, B-2 (od góry)

Bombowiec strategiczny – samolot bombowy o dużym zasięgu przeznaczony do niszczenia celów o znaczeniu strategicznym (kluczowym dla zdolności prowadzenia wojny przez dane państwo – ośrodki przemysłowe, porty, lotniska, miasta) za pomocą bomb, pocisków rakietowych czy nawet bomb jądrowych (bombardowanie strategiczne). Przykładami takich bombowców są amerykańskie: B-2 Spirit, FB-111, B-1 Lancer, B-52 Stratofortress; rosyjskie Tu-95 i Tu-160, francuski Dassault Mirage IV czy brytyjski Avro Vulcan.